# Dendrocygna
Dendrocygna (fluit- en boomeenden) is een geslacht van vogels uit de familie eenden, ganzen en zwanen (Anatidae). Het geslacht telt acht soorten.

## Beschrijving
Kenmerkend zijn de lange, oranje poten en de oranje snavel. Ze nestelen in holle bomen.

## Verspreiding en leefgebied
Dit geslacht komt overwegend in de tropen voor.

## Soorten
- Dendrocygna arborea – West-Indische fluiteend
- Dendrocygna arcuata – Zwervende fluiteend
- Dendrocygna autumnalis – Zwartbuikfluiteend
- Dendrocygna bicolor – Rosse fluiteend
- Dendrocygna eytoni – Australische fluiteend
- Dendrocygna guttata – Gevlekte fluiteend
- Dendrocygna javanica – Indische fluiteend
- Dendrocygna viduata – Witwangfluiteend

Boomeenden (Dendrocygninae) · Witrugeend (Thalassorninae) · Zwanen en ganzen (Anserinae) · Stippeleend (Stictonettinae) · Spoorwiekgans (Plectropterinae) · Halfganzen (Tadorninae) · Grondeleenden en duikeenden (Anatinae) · Eiders, zee-eenden, zaagbekken, etc (Merginae) · Stekelstaarteenden (Oxyurinae)